# Lockheed Martin X-59 QueSST
Il Lockheed Martin X-59 QueSST (noto in precedenza come Low-Boom Flight Demonstrator, Quiet Supersonic Technology) è un velivolo sperimentale a basso boom sonico in via di sviluppo da parte della NASA e costruito da Lockheed Martin. Il design preliminare venne avviato a febbraio 2016 e si prevede il primo volo prova più tardi nel 2023.

## Storia del progetto
Sin dal 1973, l'autorità aeronautica statunitense (FAA) ha emesso, per gli aerei civili, il divieto di sorvolo a velocità supersonica del territorio degli Stati Uniti d'America. Le limitazioni all'inquinamento acustico imposte dall'FAA agli inizi degli anni '70 ritardarono l'entrata in servizio dell'aereo civile supersonico anglo-francese Concorde sulle rotte transoceaniche verso gli Stati Uniti. Negli anni '90, le autorità aeronautiche europee promossero a loro volta una stretta sulle emissioni acustiche degli aeromobili in prossimità degli aeroporti, che portarono al bando degli aeromobili motorizzati con i più vecchi e rumorosi motori turbogetto (perlopiù di produzione statunitense).
In seguito al ritiro dal servizio del Concorde, l'industria aeronautica mostrò interesse allo studio e produzione di nuovi modelli per il trasporto supersonico civile. La NASA, che dal volo del Bell X-1 aveva continuato a studiare le problematiche di efficienza e rumorosità del volo supersonico, sperimentò tra il 2003 ed il 2004 sistemi per la soppressione del boom sonico impiegando un dimostratore Northrop F-5E Tiger con una fusoliera opportunamente modificata nella geometria.
A seguito di quell'esperienza e nell'ottica di promuovere uno standard accettabile per le emissioni acustiche dei futuri aerei civili supersonici, il 2 aprile 2018 la NASA assegnò alla Lockheed Martin Aeronautics Company un contratto da 247,5 milioni di dollari per la costruzione e consegna entro la fine del 2021 di un prototipo basato sul modello preliminare del febbraio 2016 (studiato sempre insieme alla Lockheed Martin).
Il 26 giugno del 2018 venne assegnato al progetto il nome X-59 QueSST secondo la nomenclatura dell'US Air Force.
Dopo una prima serie di prove di modelli in scala in galleria del vento che hanno permesso una iniziale validazione del modello, nel novembre 2018 la Lockheed Martin ha iniziato la produzione di parti del prototipo presso i suoi stabilimenti di Palmdale, in California, confermando l'intenzione di completare il primo volo entro il 2021. Parallelamente, la NASA con una campagna di due settimane ha condotto prove sul "rumore percepito" coinvolgendo la popolazione dell'isola di Galveston in Texas. Grazie ad un F/A-18 che secondo un particolare profilo di missione entra in picchiata a 50 000 ft (15 240 m) di altezza a velocità supersonica sullo specchio di mare prospiciente l'isola, si genera un'onda d'urto che viene percepita in maniera attenuata dalla popolazione di Galveston. I 500 abitanti vengono successivamente intervistati sul grado di percezione del boom sonico, comparandolo con i dati rilevati dalla rete di sensori di pressione acustica posti nei vari punti dell'isola. Il risultato di questa campagna sarà utilizzato dalla FAA nella stesura dei nuovi limiti acustici previsti per il volo civile supersonico su centri abitati.

## Tecnica

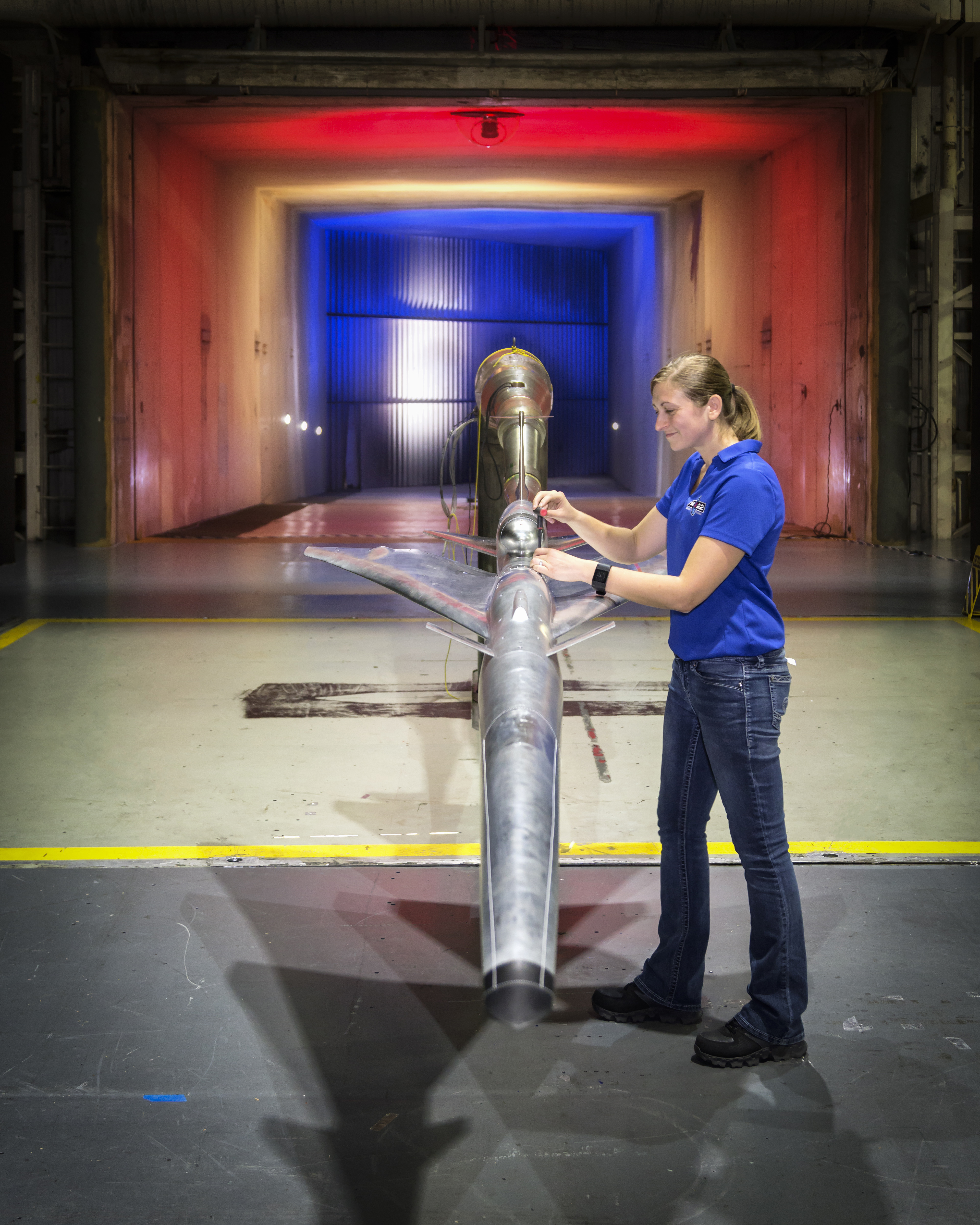
Preparazione di un modello di X-59 nella galleria del vento della NASA presso il Langley Research Center.

Le onde d'urto si formano per coalescenza attorno alle superfici di un velivolo che si muove nell'aria a velocità prossime o superiori a quella del suono. Queste variazioni discrete di pressione (boom sonici) sono percepite al suolo come scoppi o tuoni. L'obiettivo del programma X-59 è quello di studiare una geometria del velivolo in grado di impedire o ritardare la coalescenza delle onde d'urto. Grazie ad una fusoliera particolarmente allungata e affusolata, l'X-59 potrebbe generare un boom sonico pari ad un millesimo di quello di un velivolo supersonico convenzionale, paragonabile al rumore prodotto dalla chiusura della portiera di un'automobile a qualche decina di metri di distanza.
Lungo 29 m (95 ft) e con un'apertura alare di 9 m (30 ft), avrà un peso massimo al decollo di 32 300 lb (14 700 kg). La velocità di crociera a 55 000 ft (16 764 m) di altitudine è di Mach 1,42 mentre la velocità massima è Mach 1,5. Il velivolo sarà spinto da un turbofan General Electric F414, lo stesso impiegato sui caccia F/A-18E/F. Il cockpit è basato sulla postazione posteriore dell'abitacolo dell'addestratore Northrop T-38 Talon.